# Erythrococca anomala
Erythrococca anomala är en törelväxtart som först beskrevs av Antoine Laurent de Jussieu och Jean Louis Marie Poiret, och fick sitt nu gällande namn av David Prain. Erythrococca anomala ingår i släktet Erythrococca och familjen törelväxter. Inga underarter finns listade i Catalogue of Life.